# Jean-François Marmontel
Pour les articles homonymes, voir Marmontel.
Jean-François Marmontel, né le 11 juillet 1723 à Bort-les-Orgues et mort le 31 décembre 1799 à Habloville, est un écrivain, encyclopédiste, historien, conteur, romancier, grammairien et poète, dramaturge, philosophe français.
Proche de Voltaire et adversaire de Rousseau, il connaît une grande notoriété à la cour de France et dans toute l’Europe.
Il est membre de l'Académie française, dont il fut secrétaire perpétuel.
Sous le Directoire, il est membre du Conseil des Anciens jusqu'au coup d'État du 18 fructidor an V.

## Biographie
Issu d’une famille de la petite bourgeoisie, Jean-François Marmontel est le fils aîné de Martin Marmontel, maître tailleur d'habits, et de Marianne Gourdes (morte en 1747).
Ses parents ont six autres enfants : Anne (née le 9 mars 1727), Marie-Jeanne (née le 28 mars 1728), Antoinette (née le 10 août 1730, morte le 23 janvier 1766), Jean (décembre 1731), Antoine (mars 1738) et Jeanne (1739),.
Après avoir appris à lire au couvent de l'Immaculée Conception de la Vierge, dont les religieuses sont liées d'amitié avec sa mère, il fréquente l'école d'un prêtre de Bort, l'abbé Vaissière, avant de suivre, de 1734 à 1738, des études au collège de Mauriac, dirigé par les Jésuites.
Expulsé du collège un mois avant la fin de son année de rhétorique, il est placé par son père en apprentissage chez un marchand de Clermont-Ferrand.
Il devient apprenti tailleur. Selon John Renwick, un jésuite de Clermont l'aurait pris sous sa protection en lui procurant une place de précepteur dans une famille bourgeoise.
Ainsi, il parvient à survivre et à faire sa philosophie au collège de la ville, de 1738 à 1740.
De 1740 à 1741, il est employé comme précepteur par le marquis de Linars.
Il perd alors son père, victime de la tuberculose. Cet événement réduit sa famille au désespoir et à la misère, ainsi qu’il le raconte dans ses Mémoires. Il promet de l’en tirer et s’installe à Toulouse en 1741, où il fait sa philosophie chez les Jésuites et devient répétiteur chez les Jésuites et les Bernardins, envoyant aux siens une partie de son salaire.

### Début de la carrière littéraire et amitié avec Voltaire
Il présente au concours de l’Académie des Jeux floraux une ode sur L’Invention de la poudre à canon, qui n’est pas distinguée.

« Je fus outré, écrit-il, et dans mon indignation j’écrivis à Voltaire et lui criai vengeance en lui envoyant mon ouvrage. […] Il me fit une de ces réponses qu’il tournait avec tant de grâce et dont il était si libéral. Ce qui me flatta beaucoup plus encore que sa lettre, ce fut l’envoi d’un exemplaire de ses œuvres corrigé de sa main, dont il me fit présent. »

Cet échange marque le début, entre les deux hommes, d’une amitié qui dure trente-cinq ans, sans le moindre nuage.
Marmontel persévère auprès des Jeux floraux et finit par remporter le prix pour l'idylle avec son poème l'Églogue en 1744, puis les trois prix des Jeux floraux et un prix à l’Académie de Montauban en 1745.
Il envisage de s’inscrire à la faculté de théologie, mais Voltaire lui conseille de venir plutôt à Paris. La vente d’une lyre d’argent, que lui a décernée l’Académie de Montauban, permet de subvenir aux frais du voyage.

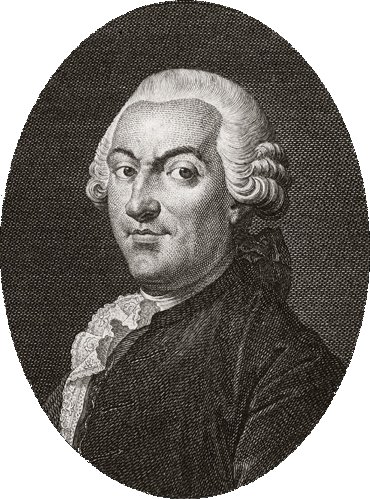
Jean-François Marmontel par Gaucher.

À Paris, il connaît d’abord une situation matérielle extrêmement difficile. Il essaie, mais sans succès, de lancer un journal de littérature intitulé L’Observateur littéraire, qui ne compte que huit numéros. Il est sauvé par l’Académie française qui lui décerne en 1746 son prix de poésie sur le sujet suivant : « la Gloire de Louis XIV perpétuée dans le Roi son successeur ». Voltaire part aux devants de la Cour à Fontainebleau avec quelques douzaines d’exemplaires du poème de Marmontel. 

« À son retour, raconte Marmontel, il me remplit mon chapeau d’écus, en me disant que c’était le produit de la vente de mon poème. »

Désormais tiré d’affaire, Marmontel témoigne de sa reconnaissance à son ami en rédigeant, toujours en 1746, une élogieuse préface pour une édition de La Henriade, préface souvent reprise en tête d’éditions ultérieures de ce poème. L’année suivante, il remporte de nouveau le prix de poésie de l’Académie sur le sujet : « la Clémence de Louis XIV est une des vertus de son auguste successeur ».

### Débuts comme auteur de théâtre
Le 5 février 1748, il donne sa première tragédie, Denys le tyran, pièce authentiquement originale et qui remporte un grand succès : elle a du mouvement, de l’action, et la peinture de la tyrannie et de son châtiment, bien dans l’esprit du temps, intéressa le public. Sa pièce suivante, Aristomène (1749), a également du succès grâce au talent de Mlle Clairon.
En revanche, Cléopâtre (1750) tombe, et est l’occasion d’un mot resté fameux : au dernier acte, un aspic mécanique, fabriqué par Vaucanson, sort d’un panier pour aller mordre le sein de la reine d’Égypte ; un spectateur s’écrie « Je suis de l’avis de l’aspic », déclenchant l’hilarité générale.
La pièce suivante, Les Héraclides, représentée pour la première fois le 24 mai 1752, tombe également en raison, selon les amis de Marmontel, de l’état d’ébriété de Mlle Dumesnil, dans le rôle de Déjanire. Quant à Égyptus, jouée pour la première fois le 5 février 1753, elle n’a qu’une seule représentation.
Après ce nouvel échec, Marmontel renonce à la tragédie.

### Ascension et réception à l'Académie
Grâce à la protection de Mme de Pompadour, il obtient en 1753 une place de secrétaire des Bâtiments du roi. D'après ses Mémoires, il est appelé à conseiller le roi pour la distribution des pensions accordées sur le Mercure de France et fait attribuer le privilège de ce périodique à Louis de Boissy, le 12 octobre 1754. Après la mort de ce dernier, le 19 avril 1758, il en obtient à son tour le brevet, le 27 avril, et en prend la tête en août. C’est dans le Mercure qu’il publie ses Contes moraux, qui rencontrent un immense succès.

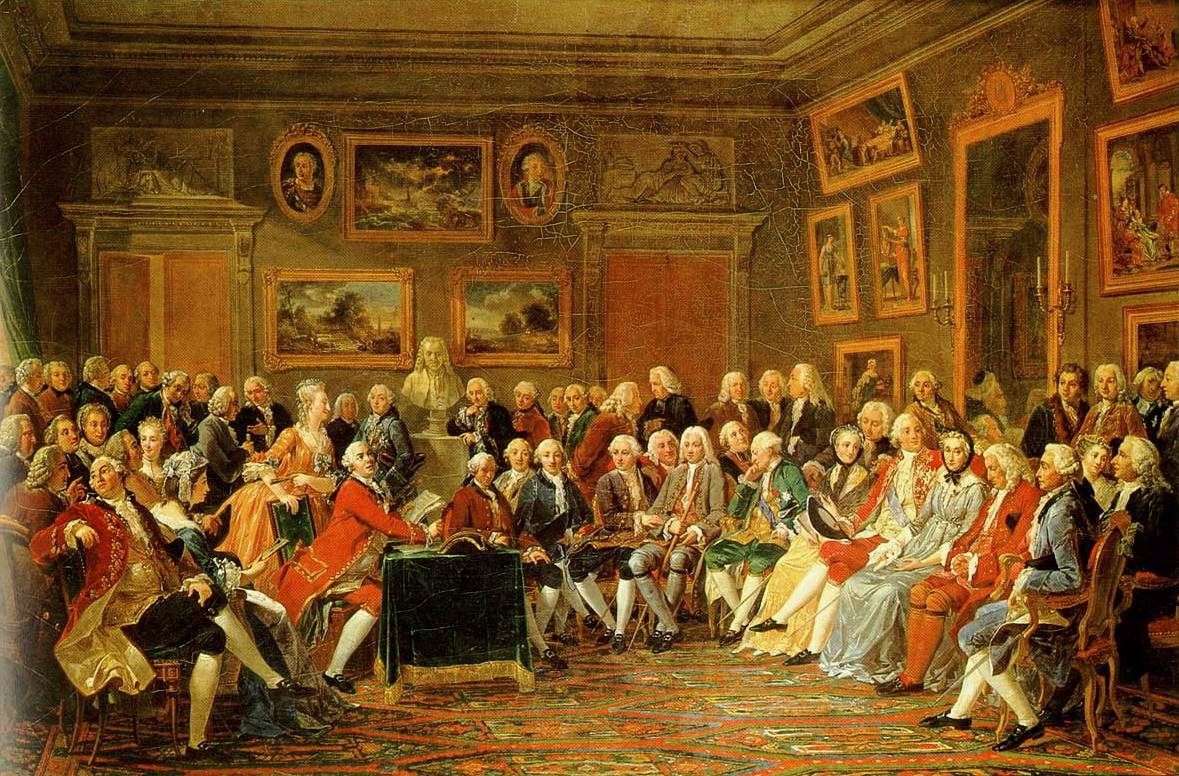
Lecture de la tragédie de L'Orphelin de la Chine de Voltaire dans le salon de Madame Geoffrin, peinture à l'huile de Lemonnier (1812), château de Malmaison.

Chez Marie-Thérèse Geoffrin, dont il loue un appartement et fréquente le salon, il récite une satire contre le duc d'Aumont dont il refuse de dénoncer l’auteur, ce qui lui vaut d’être emprisonné onze jours à la Bastille, du 28 décembre 1759 au 7 janvier 1760, et lui fait perdre le privilège du Mercure.
En 1760, l’Académie française distingue son Épître aux poètes sur les charmes de l’étude.
Le 24 novembre 1763, elle l’élit au nombre de ses membres, au fauteuil 17, où il succède à Jean-Pierre de Bougainville ; il est reçu le 22 décembre suivant, par Armand-Jérôme Bignon.
A la fin de 1763, Gustav Philip, comte de Creutz, nommé ambassadeur de Suède en Espagne, passe par Paris avant de rejoindre son poste et, dans le salon de Mme Geoffrin, rencontre Marmontel, avec lequel il noue une amitié qui durera plus de 20 ans; cette amitié se renforce dès 1766, quand Creutz est nommé ambassadeur de Suède en France et encourage son ami philosophe à écrire des opéras-comiques avec le compositeur André Grétry, protégé de Creutz.

### L'affaire deBélisaire
En 1767, il publie son roman Bélisaire, avec le visa de la censure royale.
Cependant, l'ouvrage, en particulier son chapitre XV, dans lequel le héros prône une forme de tolérance religieuse, s'attire très rapidement les foudres des théologiens de la Sorbonne, et des partisans de l'intolérance civile.
N'ayant plus guère d'appuis à la Cour depuis la mort de Mme de Pompadour, convaincu de ne pouvoir compter sur le soutien de ses collègues académiciens, Marmontel tente d'abord d'apaiser la colère des théologiens en faisant de multiples concessions.
Ce n'est que dans un second temps, comprenant qu'on lui demande « d'adhérer sans réserve au dogme de l'intolérance civile », que, calculant qu'il risquait de tout perdre — réputation, amis — en cédant, il préfère aller à l'affrontement — qui lui permet d'apparaître publiquement comme une victime de l'arbitraire — et appelle Voltaire à la rescousse.
Bélisaire est officiellement censuré en décembre par la Sorbonne.
Le 31 janvier 1768, l’archevêque de Paris, Mgr de Beaumont, condamne l’ouvrage dans un mandement qu’il fait lire au prône de toutes les églises du diocèse.
Cette censure et ces condamnations ne font que contribuer au succès de l’ouvrage, que défendent les Philosophes. Par ailleurs, sur le conseil de Voltaire, Marmontel envoie Bélisaire aux monarques éclairés Frédéric II de Prusse, l'impératrice Catherine de Russie, le roi Stanislas II de Pologne, le prince héréditaire de Brunswick, la reine de Suède Louise-Ulrique et son fils le prince royal, futur Gustave III, ce qui promeut la diffusion du roman et ridiculise la Sorbonne.
Après cette affaire, il quitte en 1768 la maison de Mme Geoffrin, qui est tombée dans la dévotion, et s'installe chez Mlle Clairon, rue du Bac.
Puis, quand celle-ci part auprès du margrave d'Ansbach, Charles-Frédéric d'Anspach-Bayreuth, au printemps 1773, il va s'installer chez Mme de Séran, ancienne maîtresse de Louis XV, qui lui a offert un hôtel particulier.

### Suite de sa carrière
Sollicité par le compositeur André Grétry, il écrit le livret du Huron, adapté de L'Ingénu de Voltaire, créé aux Italiens le 20 août 1768, où il connaît un grand succès. Le chapitre XI de L'Ingénu s'inspire de l'affaire de Bélisaire.

Suivent Lucile, donnée aux Italiens le 5 janvier 1769, Silvain, représenté pour la première fois le 19 février 1770, L'Ami de la maison, donné à Fontainebleau le 26 octobre 1771 et à Paris le 24 mai 1772, et Zémire et Azor, adaptation du conte La Belle et la Bête, jouée à Fontainebleau le 9 novembre 1771 et à Paris le 16 décembre 1771. Concernant cette dernière œuvre, Rétif de La Bretonne écrit dans Les Nuits de Paris : 

« Marmontel, je te remercie de cette scène délicieuse ! C'est presque la seule comédie-ariette que je te pardonne! »

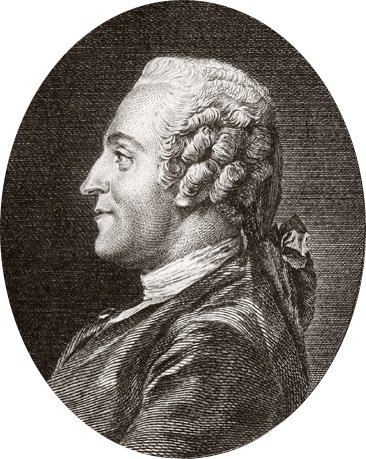
Gravure de Jean-François Marmontel par Cochin père.

Après la mort de Charles Pinot Duclos, Marmontel est nommé historiographe de France, en 1772.
Il prend le parti du compositeur italien Niccolò Piccinni dans la querelle qui l’oppose au compositeur allemand Christoph Willibald Gluck (l'un et l'autre étaient alors installés à Paris), et compose contre ses adversaires une satire en onze chants intitulée Polymnie.
Il publie Les Incas (1778), roman qui stigmatise l’esclavage et remporte également un vif succès.

### Mariage
Après un projet de mariage, en 1772-1773, avec la belle-sœur d'un avocat au Parlement de Paris, Vermeil, il épouse, le 13 octobre 1777, la nièce de son ami l'abbé Morellet, Marie-Adélaïde Leyrin de Montigny (1759-1812), jeune femme de 18 ans venue à Paris avec sa mère en juillet, à la demande de son oncle.
Ensemble, ils ont cinq fils : le premier est mort à la naissance en mai 1779, Albert-Charles-François est né le 18 octobre 1780 (mort le 23 mai 1809), Charles-Paul le 18 décembre 1781 (mort le 3 mars 1784), Charles-Joseph-François le 10 janvier 1785 (mort le 25 août 1808) et Louis-Joseph le 20 janvier 1789 (mort à l'hôpital de la ville de New York le 16 décembre 1830).
À la suite de la mort de Louis XV (1774), Mme de Séran vend son hôtel au comte d’Angiviller en 1776.
Accueilli alors par les Chalut de Vérin, place Vendôme, Marmontel s'installe ensuite dans l'appartement que l'abbé Morellet loue depuis juin au deuxième étage de la maison Neuve des Feuillants, rue Saint-Honoré, à l'occasion de son mariage en octobre 1777.
Le 13 mai 1782, il achète pour 30 000 livres à Grignon, dans les communes de Thiais et d'Orly, la maison de Charles Collé, qu'il revendra le 4 juin 1794 à un marchand de bois, Martin Beaudouin, pour une somme de 40 500 livres.
Enfin, en prévision de la naissance de leur quatrième enfant, qui a lieu le 10 janvier 1785, les Marmontel s'installent dans un appartement appartenant au même ensemble de bâtiments loués par les Feuillants rue Saint-Honoré.

### Secrétaire perpétuel
Le 27 novembre 1783, Marmontel est élu secrétaire perpétuel de l'Académie française : il sera le dernier à occuper cette fonction de l'ancienne Académie.
Il succède à d'Alembert, avec qui il a préparé la 5e édition du Dictionnaire.
En 1785, il obtient la charge d'historiographe des bâtiments, grâce à son ami le comte d’Angiviller.
Lors de la création du Lycée en 1786, il reçoit la chaire d’histoire.
En 1787, il rassemble en un volume, sous le titre d’Éléments de littérature, les articles qu’il a publiés dans l’Encyclopédie entre 1753 et 1756, puis repris dans sa Poétique française en 1763, ainsi que les articles écrits pour le Supplément de l’Encyclopédie et ceux de l’Encyclopédie méthodique de Panckoucke, en opérant des coupures, des ajouts et des remaniements.
Il se fait ainsi le défenseur d'une déclamation naturelle dans l'article « Déclamation ».
En 1787, il fait paraître ses Œuvres complètes en dix-sept volumes chez Née de la Rochelle.

### Sous la Révolution
Proche de Jacques Necker et de François de Pange, il est, au début de la Révolution française, choisi par le district des Feuillants comme membre de l'assemblée électorale de Paris en 1789, et il participe à la rédaction de son cahier de doléances.
Toutefois, Marmontel s'étant seul opposé, le 8 mai, à un arrêté de l'assemblée protestant contre la suppression du Journal des États généraux de Mirabeau décidée par un arrêt du Conseil d'État, l'abbé Siéyès lui est préféré lors de l'élection à la députation des États généraux, le 19 mai.
Entre 1790 et 1792, après la suppression des académies, il écrit de Nouveaux contes moraux, publiés dans le Mercure puis en volume par J. A. Latour, en 2 tomes à Paris et Liège en 1792. Ses derniers contes seront publiés à titre posthume en 1801 à Paris par Garnery sous le titre de Souvenirs du coin du feu.
Malgré la perte progressive de ses revenus d'auteur et de ses pensions, il conserve diverses créances et un capital assez honorable. Le 28 septembre 1791, il achète pour une somme de 120 000 livres la ferme de Malabry, à Paley, à une quinzaine de kilomètres de Paris, sur la route de Fontainebleau, affermée pour 4 500 livres par an.
Le 4 août 1792, peu avant la chute de la royauté, il quitte avec sa famille sa maison de campagne de Grignon et se retire dans le hameau de Saint-Germain, près d’Évreux, où il loue une maison du 7 août au 12 octobre.
Puis il s'installe dans le hameau de Couvicourt, dans la commune de Saint-Aubin-sur-Gaillon, avant d'acheter, pour 5 000 livres, une chaumière dans le hameau d'Habloville, également dans la commune de Saint-Aubin, le 12 décembre 1792.
S'y étant installé à la fin de janvier 1793, il entreprend de rédiger des Mémoires d'un père pour servir à l'éducation de ses enfants, dans lequel il attaque violemment Jean-Jacques Rousseau et exprime des opinions contre-révolutionnaires. On y a relevé des erreurs et des arrangements avec la vérité, depuis les Notes sur les Mémoires de Marmontel du comte d’Angiviller parues à Copenhague en 1933 jusqu'aux travaux de John Renwick. Dans un brouillon de ses Mémoires, Marmontel stigmatise les massacres de Septembre, « excès d'atrocités, froidement commandées et froidement exécutées », et la condamnation à mort de Louis XVI, un « crime » commis contre « toutes les lois divines et humaines ».
Alors dans la gêne, comme le prouve une lettre du 15 mars 1793 au secrétaire général du ministère de l'Intérieur, il fait des démarches pour vendre sa propriété de Grignon.
Le 21 vendémiaire an IV, alors qu'il vit à l'écart de la politique, il est nommé à la présidence de l'assemblée électorale de l’Eure, fonction qu'il refuse.
De même, on lui propose, en 1794, une charge au sein d'un jury d'instruction chargé d'examiner les instituteurs du district de Louviers, puis, en 1795, un poste de professeur de belles lettres dans une École centrale de Paris, propositions qu'il rejette dans les deux cas, le 16 décembre 1794 et le 28 avril 1795, à cause des infirmités de l'âge.
Le 3 janvier 1795, il est inscrit comme pensionnaire de la République pour la somme de 3 000 livres.
En revanche, le 10 germinal an IV, il accepte sa nomination, le 13 février précédent, comme associé non résident, pour la classe de littérature et Beaux-Arts (section grammaire), de l'Institut national.

### Sous le Directoire

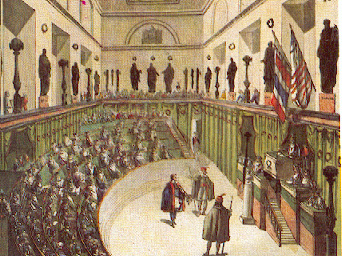
Le Conseil des Anciens (1797).

Le 23 germinal an V, sous le Directoire, il est élu, lors des législatives, député au Conseil des Anciens par les électeurs de l’Eure avec 303 voix sur 328 votants.
Se rangeant parmi les modérés, il n'intervient qu'à deux occasions : le 24 prairial an V, comme porte-parole de la commission de trois membres nommée par le Conseil des Anciens pour examiner, après le Conseil des Cinq-Cents, la destination des livres conservés dans les dépôts de la capitale ; le soir du 2 thermidor an V sur l’entrée d'une partie des troupes du général Hoche à l'intérieur du « cercle constitutionnel » à la demande des trois Directeurs républicains ; dans l'un et l'autre cas, il échoue à emporter la décision de l'assemblée.
Il est élu premier secrétaire de l'assemblée le 22 juillet, mais, comme il est suspecté d'être royaliste, son élection est annulée au 18 fructidor (4 septembre 1797). En revanche, il échappe à la déportation.

### Retraite et décès
De retour dans sa retraite à Habloville, il reprend ses Mémoires, interrompus par son élection, en avril, et rédige un cours d'études (traités de logique, métaphysique, morale et grammaire) pour ses fils en 1798.
Il est en train d'achever ses Mémoires quand il succombe aux suites d'une attaque d'apoplexie, dans la nuit du 30 au 31 décembre 1799.

## Œuvres

### Œuvres dramatiques
Marmontel a publié de nombreux livrets d’opéras et surtout d’opéras-comiques, genre dans lequel il excellait sans toutefois pouvoir rivaliser avec Charles-Simon Favart.
- Denys le tyran, tragédie, 5 février 1748
- Aristomène[27], tragédie, 30 avril 1749
- Cléopâtre, tragédie, 20 mai 1750
- La Guirlande, acte de ballet, 1751, musique de Jean-Philippe Rameau
- Acanthe et Céphise, pastorale héroïque en trois actes, 1751, musique de Jean-Philippe Rameau
- Les Héraclides, tragédie, 24 mai 1752
- Égyptus, tragédie, 1753
- Lysis et Délie, pastorale héroïque en un acte, 1753, musique de Jean-Philippe Rameau
- Les Sybarites, acte de ballet, 1753, musique de Jean-Philippe Rameau
- Hercule mourant, tragédie lyrique, musique d'Antoine Dauvergne, 1761
- Annette et Lubin, 1762
- La Mort d'Orphée, tragédie lyrique, musique de Antoine Dauvergne (1764 ?)
- La Bergère des Alpes, 1766
- Le Huron, opéra-comique, 1768, musique d’André Grétry
- Lucile, opéra-comique, 1769, musique d’André Grétry
- Sylvain, opéra-comique, 1770, musique d’André Grétry
- L’Amie de la maison, opéra-comique, 1771, musique d’André Grétry
- Zémire et Azor, opéra-comique, 1771, musique d’André Grétry
- Céphale et Procris baller, 1773, musique de Grétry
- La Fausse Magie, opéra-comique, 1775, musique d’André Grétry
- Atys, opéra, 1780, musique de Niccolò Vito Piccinni
- Didon, opéra, 1783, musique de Niccolò Vito Piccinni
- La Fausse Pénélope, opéra-comique, 1785, musique de Niccolò Vito Piccinni
- Démophon, tragédie lyrique, musique de Luigi Cherubini, 1788

### Œuvres poétiques
- Polymnie, satire en 11 chants
- L’Établissement de l’École militaire, 1751
- Vers sur la convalescence du Dauphin, 1752
- La Naissance du duc d’Aquitaine, 1753
- Épître aux poètes, 1760
- La Neuvaine de Cythère[28], 1820 (poème licencieux)

### Œuvres romanesques
- Contes moraux, 1755-1759[29] (Alcibiade, ou le Moi - Soliman II - Le Scrupule, ou l'amour mécontent de lui-même - Les Quatre Flacons, ou les Aventures d'Alcidonis de Mégare - Lausus et Lydie - Le Mari sylphe - Heureusement - Les Deux Infortunées - Tout ou rien - Le Philosophe soi-disant - La Bergère des Alpes - La Mauvaise Mère - La Bonne Mère - L'École des pères - Annette et Lubin, histoire véritable - Les Mariages Samnites, anecdote ancienne - Laurette - Le Connoisseur - L'Heureux Divorce - Le Bon Mari - La Femme comme il y en a peu - L'Amitié à l'épreuve - Le Misanthrope corrigé)
- Bélisaire, 1767  Ce livre interdit a directement fait l'objet d'une critique par François-Marie Coger, Examen du Bélisaire de M. Marmontel, qui lui a attiré la colère de Voltaire, lequel répliquera par ses Anecdotes sur Bélisaire ; réédité en 1787 par la Bibliothèque amusante.
Voir les deux tableaux de Jacques Louis David et la gravure de Morel   Bélisaire demandant l'aumône.
- Les Incas, ou la Destruction de l'empire du Pérou[30],[31], Paris, Lacombe, 1777, 2 volumes, illustrations de Moreau le Jeune, Antoine-Jean Duclos, De Ghendt, Helman, Nicolas de Launay, Le Veau, Simonet, François Denis Née
- Nouveaux Contes moraux[32], 1792

### Essais
- Poétique française, 1763, 3 parties : ouvrage dans lequel Racine et Boileau sont vivement attaqués
- Essai sur les révolutions de la musique en France[33], 1777
- De l’autorité de l’usage sur la langue, 1785
- Éléments de littérature, 1787. Édition moderne chez Desjonquères, présentée, établie et annotée par Sophie Le Ménahèze, 2005.
- Mémoire sur la régence du duc d’Orléans, 1788
- Apologie de l’Académie française, 1792

### Œuvres diverses
- L'Observateur littéraire  Journal littéraire entrepris avec Jean-Grégoire Bauvin (ou Beauvin) en 1746 ; « Cette feuille, écrira-t-il, n'étant ni la critique infidèle et injuste des bons ouvrages, ni la satire amère et mordante des bons auteurs, elle eut peu de débit. » Le titre fut repris par l'abbé de La Porte en 1758.
- The Rape of the Lock (1712-1714) d'Alexander Pope, traduit en vers La boucle de cheveux enlevée, 1746. Édition bilingue moderne chez Rivages poche, 2010, 142 pages  (ISBN 978-2-74362-137-7)
- Édition remaniée de Venceslas de Rotrou, 1759
- La Pharsale de Lucain, traduite en prose, 1766
- Édition des Chefs-d’œuvre dramatiques de Mairet, Du Ryer et Rotrou, avec un Commentaire, 1775
- Mémoires d’un père pour servir à l’instruction de ses enfants, 1800
- Leçons d’un père à ses enfants sur la langue française, 1806

### Rééditions modernes
- Les Incas, ou la Destruction de l'Empire du Pérou (édition critique par Pierino Gallo), Paris, Société des textes français modernes, 2016, 629 p.  (ISBN 978-2-86503-304-1)
- La Bergère des Alpes (présentation du conte par Pierino Gallo), Loches, Éditions La Guêpine, 2018, 62 p.
- Alcibiade ou le Moi, Les Quatre Flacons et autres contes (textes réunis et présentés par Pierino Gallo), Paris, L'Harmattan, 2019, 172 p.  (ISBN 978-2-343-18333-6)
- Essai sur les romans considérés du côté moral (édition critique par Pierino Gallo), Paris, Eurédit, 2023, 132 p.  (ISBN 978-2-84830-256-0)

## Lieux à son nom
- Limousin / Auvergne
  - Place et collège Marmontel à Bort-les-Orgues
  - Avenue Marmontel à Ussel
  - Rue Marmontel à Brive-la-Gaillarde
  - Rue Marmontel à Chamalières
  - Rue Marmontel à Clermont-Ferrand
  - Lycée Marmontel à Mauriac
- Autres régions
  - Rue Marmontel dans le 15e arrondissement de Paris
  - Rue Marmontel et impasse Marmontel à Nantes, en face de la maternité du CHU Hôtel-Dieu
  - Rue Jean-François-Marmontel à Perpignan

## Pour approfondir